# Gostyń (gmina w województwie szczecińskim)
Gostyń (do 1946 Gostyń Wielki) – dawna gmina wiejska istniejąca w latach 1945–1954 w woj. szczecińskim (dzisiejsze woj. zachodniopomorskie). Siedzibą władz gminy był Gostyń.
Gmina o nazwie Gostyń Wielki powstała w czerwcu 1945 na terenie tzw. Ziem Odzyskanych (tzw. III okręg administracyjny – Pomorze Zachodnie), jako jedna z 12 gmin zbiorowych, na które podzielono powiat kamieński. 28 czerwca 1946 gmina Gostyń weszła w skład nowo utworzonego woj. szczecińskiego.
Według stanu z 1 lipca 1952 gmina składała się z 7 gromad: Dąbrowa, Gostyniec, Gostyń, Kaleń, Niczonów, Pobierowo i Świerzno. Gmina została zniesiona 29 września 1954 wraz z reformą wprowadzającą gromady w miejsce gmin. Jednostki nie przywrócono 1 stycznia 1973 wraz z kolejną reformą reaktywującą gminy, a jej dawny obszar wszedł głównie w skład nowej gminy Świerzno.